# Katzberg (Schalkau)
Katzberg ist ein Ortsteil von Schalkau im Landkreis Sonneberg in Thüringen.

## Lage
Ein kleiner Höhensattel trennt Katzberg, das in einem kleinen Talkessel liegt, von den anderen Ortsteilen ab. Von den Anhöhen Grieß und dem benachbarten Stiefvater hat man einen freien Blick in das Umland und zum Thüringer Schiefergebirge. Die Bahnstrecke Eisfeld–Sonneberg führt dort durch das bergige Gelände.

## Geschichte
Am 22. März 1317 wurde das Dorf erstmals urkundlich erwähnt. Das heutige Dorfbild ist von den ehemaligen bäuerlichen Strukturen gekennzeichnet. Am 14. Juli 1993 wurde der Ort nach Schalkau eingemeindet. 91 Personen lebten 2012 im Ort.

## Dialekt
In Katzberg wird Itzgründisch, ein mainfränkischer Dialekt, gesprochen.